# Аврамов, Красимир
Красимир Иванов Аврамов (род. 5 ноября 1972) — болгарский певец-контратенор и мим, который принимал участие в Евровидении-2009 как участник от Болгарии с песней «Illusion» (рус. Иллюзия). В Болгарии известен как «Человек-Голос» (болг. Човекът-Глас).

## Биография
Красимир Аврамов родился 5 ноября 1972 года в городе Сливен. Окончил Национальную академию театрального и кинематографического искусства, занимался пантомимой у профессора Васила Инджева (первый опыт мима он приобрёл в 9 лет). Красимир — обладатель редкого высокого голоса, контратенора. Чтобы развить свой талант, Красимир брал уроки вокала у оперной певицы Пенки Гековой. В 1997 году он выпустил альбом «Silent Voices», попавший на первую позицию в болгарских чартах, а через год в Лос-Анджелесе вместе с Петей Буюклиевой представлял Болгарию на чемпионате мира по исполнительским искусствам и одержал победу, завоевав золотую медаль.
С 1999 года Красимир проживает в США, в Лос-Анджелесе. Сначала он работал официантом и разносчиком пиццы, но вскоре стал выступать на различных концертных площадках. Очередной скачок в своей карьере он совершил после встречи с Лайонелом Ричи, который, послушав выступления Аврамова вживую, был весьма впечатлён. Красимир брал уроки у Кей Монтгомери и снимался в различных передачах, фильмах и рекламах. В 2005 году за свой второй альбом «Popera», на котором были композиции, выдержанные в стиле смешения поп-музыки и оперы, Аврамов был удостоен премии «Суперзвезда года» на церемонии вручения музыкальных премий Лос-Анджелеса и даже дал концерт в театре «Kodak». Продюсером второго альбома был Уильям Табану, сотрудничавший ранее с Аврил Лавинь и Coolio. Песни с «Popera» были записаны на английском, испанском, русском и латинском языках. В 2008 году несколько песен Красимира вошли в сборник лучших поп-оперных песен 2009 года, где также оказались песни Хосе Каррераса и Марио Франгулиса.
В 2009 году Красимир Аврамов сенсационно выиграл национальный отбор Болгарии на Евровидение-2009, хотя после отбора значительная часть болгарской сцены, возмущённая выбором, потребовала от Красимира добровольно отказаться от поездки в Москву и уступить место Поли Геновой. Красимир отказался идти на уступки, и Болгарское национальное телевидение как организатор отбора и вещатель также отказалось менять Красимира или снимать свою кандидатуру. Красимир выступил 12 мая 2009 года в Москве в первом полуфинале Евровидения вместе с болгарскими певицами Петей Буюклиевой, Альбеной Весковой и Анной Лозановой, а также в сопровождении танцоров на ходулях Трей Найт и Карин Ноланд. Тем не менее, выступление было признано неудачным: 16-е место и 7 баллов не позволили Красимиру выйти в финал, а его выступление на Евровидении стало худшим по баллам за всю историю участия Болгарии.
В 2009 году Красимир выпустил третий альбом «The Best of Krassimir» и затем записал ещё несколько синглов. Он гастролирует по Болгарии и другим странам Европы. В 2016 году он дал первый за 18 лет концерт в Софии.

## Дискография

### Альбомы
- Silent Voices (1997)
- Popera (2006)
- The Best of Krassimir (2009)

### Синглы
- Say Good Bye (2006)
- Illusion (2008)
- Ria (2010)
- Silent Night (2010)
- Loving You This Way (2013)